# アンジェリカ・カタラーニ
アンジェリカ・カタラーニ（伊: Angelica Catalani, 1780年 - 1849年6月12日）は、イタリアのオペラ歌手。彼女は生まれつき3オクターブに届くかという、非常に広い声域に恵まれていた。その右に並ぶもののない力強さとしなやかさにより、彼女は史上最も華麗な歌手の1人に数えられる。また、彼女は歌唱指導者としても活動していた。有名な門弟にはロール・サンティ＝ダモローやファニー・コリ＝パルトニがいる。

## 生涯
教皇領のセニガッリアで商人の娘として生まれた。グッビオの聖ルチア修道院で学び、そこではまもなく彼女のソプラノの声が有名となった。彼女のデビュー公演は1795年のヴェネツィアであった。30年近くにわたり、彼女はありとあらゆる大規模な劇場で公演を行い、巨額の富を築いた。1806年には、彼女は初めてのロンドン公演をキングズ劇場で行い、続く7年間はライバルとなる者もおらずプリマドンナとしてイングランドに留まった。その後パリで歌劇場の運営を任されたが、これにより財政破綻をきたしてしまう。1806年に彼女と結婚していた夫のヴァラブレージュ大佐（Valabrégue）が無能かつ浪費家だったためである。
カタラーニは1827年にスウェーデンを訪れ、そこでエリザベス・オーリンやブリタ・リドベックの歌唱を聴き、スウェーデン王立音楽アカデミーの会員となった。彼女は引退する1828年まで、ヨーロッパでのツアーで大きな成功を収め続けた。彼女は1830年からフィレンツェに居を構え、その地に女子のための無料の歌唱学校を設立するなど、友好的精神により計り知れない慈善事業への貢献を行った。彼女はパリでコレラのために生涯を閉じた。

## 関連文献
- Edwards, The Prima Donna: Her History and Surroundings from the Seventeenth to the Nineteenth Century, volume i (two volumes, London, 1888)
- George T. Ferris, Great Singers (New York, 1893)
- Needham, Queens of Song (London, 1863)
- Henry Charles Lahee, Famous Singers of To-Day and Yesterday (Boston, 1900)